# 열린 함수와 닫힌 함수
일반위상수학에서 열린 함수(-函數, 영어: open map)는 열린집합의 상이 열린집합인 함수다. 마찬가지로, 닫힌 함수(-函數, 영어: closed map)는 닫힌집합의 상이 닫힌집합인 함수다.

## 정의
위상 공간 {\displaystyle X,Y} 사이의 함수 {\displaystyle f\colon X\to Y}에 대하여, 다음 조건들이 서로 동치이며, 이를 만족시키는 함수를 열린 함수라고 한다.
- 모든 열린집합 {\displaystyle U\subseteq X}에 대하여 {\displaystyle f(U)\subseteq Y}가 열린집합이다.
- 모든 {\displaystyle B\in {\mathcal {B}}}에 대하여 {\displaystyle f(B)\subseteq Y}가 열린집합인 {\displaystyle X}의 기저 {\displaystyle {\mathcal {B}}}가 존재한다.
- 임의의 {\displaystyle x\in X} 및 그 열린 근방 {\displaystyle U\ni x}에 대하여, {\displaystyle f(U)\supseteq V}인 {\displaystyle f(x)}의 열린 근방 {\displaystyle V\ni f(x)}가 존재한다.
- 임의의 {\displaystyle S\subseteq X}에 대하여, {\displaystyle f(\operatorname {int} S)\subseteq \operatorname {int} f(S)}이다. 여기서 {\displaystyle \operatorname {int} }는 내부이다.

위상 공간 {\displaystyle X,Y} 사이의 함수 {\displaystyle f\colon X\to Y}에 대하여, 다음 조건들이 서로 동치이며, 이를 만족시키는 함수를 닫힌 함수라고 한다.
- 모든 닫힌집합 {\displaystyle C\subseteq X}에 대하여, {\displaystyle f(C)\subseteq Y}가 닫힌집합이다.
- 임의의 {\displaystyle S\subseteq X}에 대하여, {\displaystyle f(\operatorname {cl} S)\supseteq \operatorname {cl} f(S)}이다. 여기서 {\displaystyle \operatorname {cl} }은 폐포이다.

## 성질
함수 {\displaystyle X\to Y}에 대하여, 다음 세 조건이 서로 동치이다.
- 위상 동형이다.
- 전단사 연속 열린 함수이다.
- 전단사 연속 닫힌 함수이다.

만약 {\displaystyle Y}가 이산 공간이라면, 모든 함수 {\displaystyle X\to Y}는 열린 함수이며 닫힌 함수이다 (그러나 연속 함수일 필요는 없다).
두 개의 열린 함수의 합성은 열린 함수이다. 마찬가지로, 두 개의 닫힌 함수의 합성은 닫힌 함수이다.
위상 공간들의 집합 {\displaystyle \{X_{i}\}_{i\in I}}의 곱공간 {\displaystyle \prod _{i\in I}X_{i}}이 주어졌을 때, 자연스러운 사영 {\displaystyle \pi _{i}\prod _{i\in I}X_{i}\to X_{i}}은 연속 함수이며 열린 함수이지만, 닫힌 함수일 필요는 없다.
만약 {\displaystyle Y}가 콤팩트 공간이라면, 사영 {\displaystyle X\times Y\to X}는 닫힌 사상이다 (튜브 보조정리).

### 스킴 사상
두 스킴 사이의 열린 사상 또는 닫힌 사상은 (연속 함수로서) 열린 함수 또는 닫힌 함수를 이루는 스킴 사상이다.
열린 사상과 닫힌 사상은 밑 변환에 대하여 불안정하다. 보편 열린 사상(영어: universally open morphism)/보편 닫힌 사상(영어: universally closed morphism)은 다음 조건을 만족시키는 스킴 사상 {\displaystyle f\colon X\to Y}이다.
임의의 스킴 사상 {\displaystyle Y'\to Y}에 대하여, 밑 변환 {\displaystyle f'\colon X\times _{Y}Y'\to Y'}은 열린 사상/닫힌 사상이다.
다음과 같은 포함 관계가 성립한다.
닫힌 사상 ∩ 준콤팩트 함수 ⊋ 보편 닫힌 사상 ⊋ 고유 사상 ⊋ 닫힌 몰입 ⊋ 스킴 동형
열린 사상 ⊋ 보편 열린 사상 ⊋ 국소 유한 표시 평탄 사상 ⊋ 열린 몰입 ⊋ 스킴 동형
{\displaystyle {\mathfrak {P}}}가 열린 사상 · 닫힌 사상 · 보편 열린 사상 · 보편 닫힌 사상 가운데 하나라고 하자. 그렇다면, 다음이 성립한다.
- (합성에 대한 닫힘) {\displaystyle X{\xrightarrow {f}}Y{\xrightarrow {g}}Z}에 대하여, 만약 {\displaystyle f}와 {\displaystyle g}가 {\displaystyle {\mathfrak {P}}}-사상이라면 {\displaystyle g\circ f} 역시 {\displaystyle {\mathfrak {P}}}-사상이다.
- (fpqc 위상에서의 내림) {\displaystyle X{\xrightarrow {f}}Y{\xleftarrow {g}}Y'}에 대하여, 만약 밑 변환 {\displaystyle f'\colon X\times _{Y}Y'\to Y'}가 {\displaystyle {\mathfrak {P}}}-사상이며, {\displaystyle g}가 fpqc 사상이라면 {\displaystyle f} 역시 {\displaystyle {\mathfrak {P}}}-사상이다.

여기서 fpqc 사상은 평탄 사상이며, 전사 함수이며, 공역 속의 임의의 콤팩트 열린집합에 대하여 이를 상으로 하는 정의역의 콤팩트 열린집합이 존재하는 스킴 사상이다.

## 예

### 열린 함수가 아닌 연속 닫힌 함수
함수
{\displaystyle \mathbb {R} \to \mathbb {R} }
{\displaystyle x\mapsto x^{2}}
는 연속 함수이며 닫힌 함수이지만, 열린 함수가 아니다. 예를 들어, 열린집합 {\displaystyle (-1,1)}의 상은 {\displaystyle [0,1)}이므로 열린집합이 아니다.

### 연속 함수가 아닌 열린 닫힌 함수
함수
{\displaystyle \mathbb {R} \to \mathbb {Z} }
{\displaystyle x\mapsto \lfloor x\rfloor }
는 ({\displaystyle \mathbb {Z} }가 이산 공간이므로) 열린 함수이며, 닫힌 함수이다. 그러나 이는 연속 함수가 아니다.
함수
{\displaystyle \mathbb {S} ^{1}\to [0,2\pi )}
{\displaystyle x\mapsto \arg x}
는 전단사 함수이며, 열린 함수이며, 닫힌 함수이지만, 연속 함수가 아니다.

### 닫힌 함수가 아닌 연속 열린 함수
사영 함수
{\displaystyle \mathbb {R} ^{2}\to \mathbb {R} }
{\displaystyle (x,y)\mapsto x}
는 전사 함수이며 연속 함수이며 열린 함수이지만, 닫힌 함수가 아니다. 예를 들어, 닫힌집합 {\displaystyle \{(x,1/x)\colon 0\neq x\in \mathbb {R} \}\subseteq \mathbb {R} ^{2}}의 상은 {\displaystyle (-\infty ,0)\cup (0,\infty )}이므로 닫힌집합이 아니다.

## 같이 보기
- 고유 함수
- 열린 사상 정리 (함수해석학)